# Limba greacă comună
Greaca Koine (Κοινὴ Ἑλληνική, "limba greacă comună", sau  ἡ κοινὴ διάλεκτος, "dialectul comun") este forma populară a limbii  grecești, apărută în Antichitatea postclasică (cca. 300 î.Hr. – 300  d.Hr.) și marchează a treia perioadă a istoriei limbii grecești. Alte nume sunt greaca alexandrină, elenistică,  comună, sau greaca Noului Testament. Greaca Koine este importantă nu numai  pentru istoria grecilor, ca primul lor dialect comun și principal strămoș al limbii demotice, ci și pentru impactul său asupra civilizației occidentale ca lingua franca a Mediteranei. Koine a fost și  limba originală a Noului Testament al Bibliei creștine și mijlocul prin care s-au răspândit învățăturile  creștinismului. Greaca Koine era, neoficial, prima sau a doua limbă a Imperiului Roman.

## Istorie
Greaca Koine a apărut ca dialect comun în armatele lui Alexandru cel Mare. În timp ce  statele grecești aliate, sub conducerea lui Alexandru, cucereau și colonizau lumea cunoscută, noul lor dialect comun era vorbit din Egipt până la hotarele  Indiei. Deși elemente ale dialectului comun au prins contur în timpul epocii clasice, perioada postclasică a limbii grecești datează de la moartea lui  Alexandru cel Mare, în anul 323 î.Hr., când culturile aflate sub influență  elenistică au început să influențeze, la rândul lor, limba greacă. Trecerea în  următoarea perioadă, cunoscută ca limba greacă medievală (bizantină), datează de la  fondarea Constantinopolului de către Constantin I în anul 330 d.Hr. Perioada postclasică  a greacăi se referă, astfel, la crearea și evoluția dialectului Koine de-a lungul  perioadelor elenistice și romane ale istoriei grecești, până la începutul Evului Mediu.
Limba greacă a fost și limbă oficială a bulgarilor și a slavilor de sud până mult timp după apariția alfabetului chirilic promovat de bizantini.

## TermenulKoine
Koine (Κοινή), cuvântul grecesc pentru "comun", este un termen care a  fost aplicat mai înainte, de către erudiții antici, câtorva forme de vorbire grecească. O  școală de erudiți, din care făceau parte Apollonius Dyscolus și Aelius Herodianus,  folosea termenul Koine pentru a se referi la limba protogreacă, în timp ce alții îl  foloseau pentru a se referi la orice formă autohtonă de vorbire grecească diferită de limba literară. Când Koine a devenit, treptat, o limbă literară, unii oameni o clasau în două  forme: elină (greacă) ca formă literară postclasică, și Koine (comună), ca formă  populară de vorbire. Alții au ales să se refere la Koine ca la dialectul alexandrin  (Περὶ τῆς Ἀλεξανδρέων διαλέκτου), însemnând dialectul  Alexandriei (un termen folosit des de clasiciștii moderni).

## Rădăcini
Rădăcina lingvistică a dialectului grecesc comun este neclară încă din timpurile antice. În  timpul epocii elenistice, majoritatea erudiților considerau Koine ca fiind  rezultatul amestecării celor patru mari dialecte grecești antice,  "ἡ ἐκ τῶν τεττάρων συνεστῶσα" (compunerea celor patru). Acest punct de vedere  era susținut, în prima parte a secolului XIX, de lingvistul austriac P.  Kretschmer, în cartea sa, "Die Entstehung der Koine" (1901), în timp ce eruditul  german Wilamowitz și lingvistul francez Antoine Meillet,  bazându-se pe elementele atice ale dialectului comun — cum ar fi  σσ în loc de ττ și ρσ în loc de ρρ (θάλασσα —  θάλαττα, ἀρσενικός — ἀρρενικός) — considerau Koine ca fiind o formă simplificată a dialectului ionic. Răspunsul final, care este acceptat de lumea academică de  astăzi, a fost dat de lingvistul grec G. N. Hatzidakis, care a dovedit că, în  ciuda "compunerii celor patru", "nucleul stabil" al greacăi comune este atic. Cu alte cuvinte, greaca Koine poate fi privită ca rezultatul amestecării celor  trei dialecte grecești vechi cu cel atic. Gradul de importanță al  elementelor lingvistice non-atice în Koine poate varia, în funcție de regiunea lumii  elenistice. Astfel, idiomurile greacăi comune, vorbite în coloniile  ioniene ale Asiei Minor și în Cipru, ar fi avut caracteristici  ionice mai intense decât alte idiomuri. Greaca Koine literară a  epocii elenistice se aseamănă cu atica atât de mult, încât este numită deseori limbă  atică comună.